# Grallipeza suavis
Grallipeza suavis är en tvåvingeart som beskrevs av Günther Enderlein 1922. Grallipeza suavis ingår i släktet Grallipeza och familjen skridflugor. Inga underarter finns listade i Catalogue of Life.